# Intermediate eXperimental Vehicle

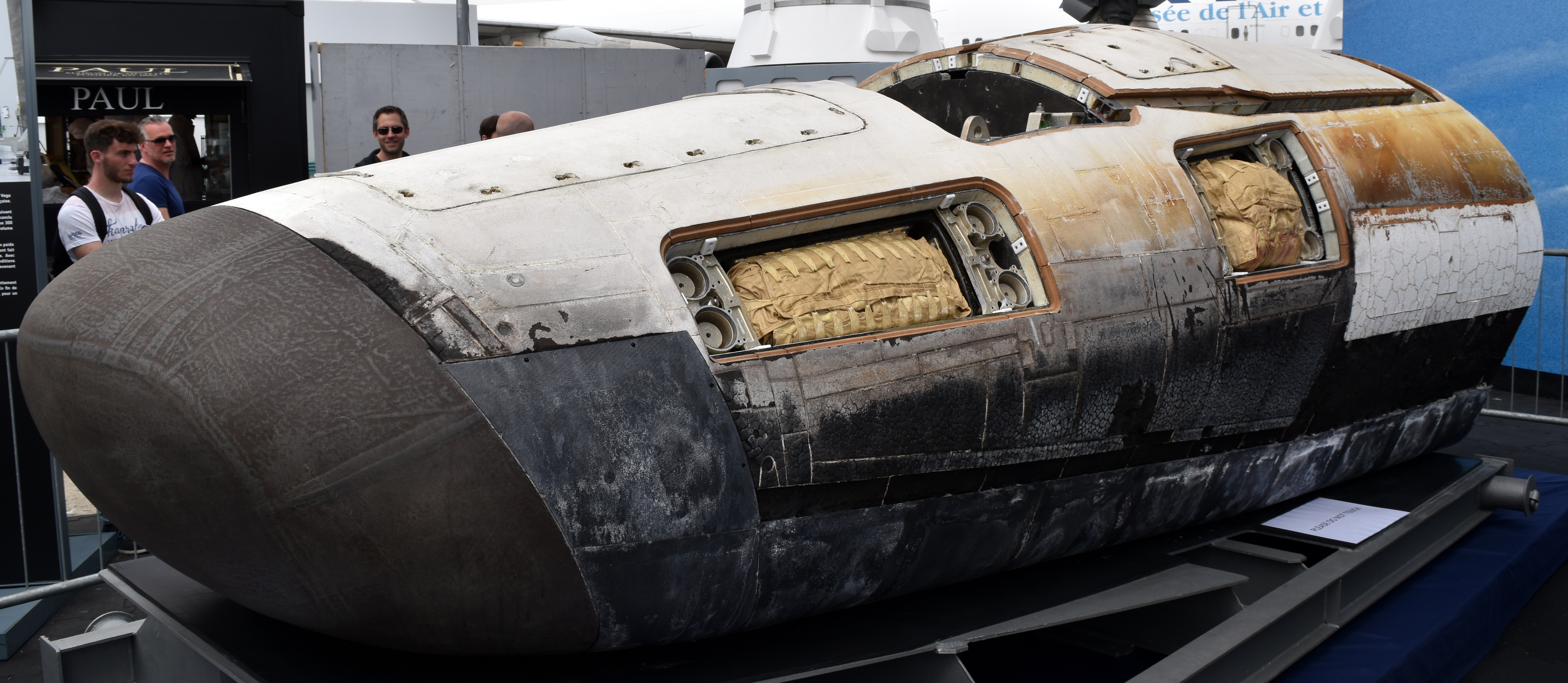
IXV po powrocie na ziemię, wystawiany na Salonie Lotniczym w Paryżu

Intermediate eXperimental Vehicle (IXV) – eksperymentalny pojazd kosmiczny Europejskiej Agencji Kosmicznej (ESA). IXV to niewielki demonstrator technologiczny bezzałogowego pojazdu powrotnego, służącego do przetestowania techniki sprowadzenia statku kosmicznego z niskiej orbity wokółziemskiej na Ziemię, przy założeniu dużej manewrowości statku oraz dużej precyzji lądowania.
IXV został 11 lutego 2015 r. wyniesiony na trajektorię suborbitalną z kosmodromu Kourou w Gujanie Francuskiej za pomocą nowej europejskiej średniej rakiety nośnej Vega na wysokość 450 km, po czym wrócił na Ziemię lotem ślizgowym poprzez atmosferę, osiągając maksymalną prędkość 7,5 km/s.  Lądowanie wspomagane spadochronem odbyło się na Pacyfiku. Całość lotu trwała około dwóch godzin. Eksperyment ze statkiem IXV stanowi pośredni etap w pracach nad rozwojem techniki sprowadzania statku z orbity. Koncepcja statku oparta jest na nośnym kadłubie nie posiadającym skrzydeł, a jedynie z dwoma klapami z tyłu, których zadaniem będzie sterowanie pojazdem. Stosunek siły nośnej do oporu wynoszący 0,7 zapewni odpowiednie właściwości aerodynamiczne statku. Jego zewnętrzna powierzchnia zostanie pokryta zaawansowanymi materiałami ceramicznymi oraz ablacyjnymi.

## Parametry
- masa ok. 2 t,
- długość 5 m,
- szerokość 2,2 m,
- wysokość 1,5 m.

## Historia projektu
W grudniu 2009 r. ESA podpisała z włoskim konsorcjum Thales Alenia Space Italia kontrakt na prowadzenie prac przygotowawczych. W czerwcu 2011 r. podpisano nowy kontrakt z tym samym konsorcjum na budowę pojazdu. W pracach nad IXV bierze udział kilkadziesiąt firm z różnych krajów Europy. W sierpniu 2013 odbył się test wodowania, natomiast start na rakiecie Vega oraz wejście w atmosferę nastąpiło 11 lutego 2015 r. Całkowity koszt przygotowania misji IXV szacowany jest na 150 milionów euro.
IXV został wykonany w ramach programu ESA noszącego nazwę Future Launchers Preparatory Programme (FLPP). Docelowo planowane jest, w oparciu o doświadczenia uzyskane podczas realizacji projektu IXV, zbudowanie statku, który po wyniesieniu go na orbitę oraz przeprowadzeniu manewrów w postaci np. dostarczenia ładunku na stację orbitalną, będzie w stanie powrócić na Ziemię.